# Матонат (станция метро)
Матонат (узб. Matonat) — станция Ташкентского метрополитена.
Открыта для пассажиров 25 апреля 2023 года в составе второго участка Линии Тридцатилетия независимости Узбекистана: «Куйлюк» — «Курувчилар».
Расположена между станциями «Куйлюк» и «Киёт»

## История
Название станции в переводе с узбекского означает «Стойкость». Изначально планировалось дать станции название «Паралимпия харакати», что дословно переводится как «Паралимпийское движение». Некоторое время после открытия станция носила временное название «8-бекат» (узб. 8-bekat). 9 августа 2023 года, после опросов жителей города, станция официально получило название «Матонат».

## Характеристика
Станция: надземного типа с островной платформой. 
С западной стороны оборудована лифтом для маломобильных пассажиров. С восточной стороны в основном вестибюле установлен 3-ленточный эскалатор.